# Europese kampioenschappen schermen 2011
De Europese kampioenschappen schermen 2011 waren de 24e editie van het sportevenement. Het EK vond plaats in Sheffield van 13 tot en met 19 juli 2011.

## Wedstrijdkalender
| Juli                 | 14      | 15      | 16      | 17      | 18      | 19      |
| -------------------- | ------- | ------- | ------- | ------- | ------- | ------- |
| Ceremonies           | O       |         |         |         |         | S       |
| Degen - individueel  |         | Mannen  | Vrouwen |         |         |         |
| Degen - team         |         |         |         |         | Mannen  | Vrouwen |
| Floret - individueel | Mannen  | Vrouwen |         |         |         |         |
| Floret - team        |         |         |         | Mannen  | Vrouwen |         |
| Sabel - individueel  | Vrouwen |         | Mannen  |         |         |         |
| Sabel - team         |         |         |         | Vrouwen |         | Mannen  |

## Floret

### Individueel
Mannen
| Positie | Naam                  | Land       |
| ------- | --------------------- | ---------- |
| Goud    | Giorgio Avola         | Italië     |
| Zilver  | Andrea Cassarà        | Italië     |
| Brons   | Andrea Baldini        | Italië     |
| Brons   | Aleksej Tsjeremisinov | Rusland    |
| 5.      | Bojan Jovanovic       | Kroatië    |
| 6.      | Sebastian Bachmann    | Duitsland  |
| 7.      | Rene Pranz            | Oostenrijk |
| 8.      | Sebastiaan Borst      | Nederland  |

Vrouwen
| Positie | Naam                  | Land      |
| ------- | --------------------- | --------- |
| Goud    | Elisa Di Francisca    | Italië    |
| Zilver  | Valentina Vezzali     | Italië    |
| Brons   | Edina Knapek          | Hongarije |
| Brons   | Jevgenia Lamonova     | Rusland   |
| 5.      | Aida Sjanajeva        | Rusland   |
| 6.      | Aida Mohamed          | Hongarije |
| 7.      | Malgorzata Wojtkowiak | Polen     |
| 8.      | Ilaria Salvatori      | Italië    |

### Team
Mannen
| Positie | Naam                                                            | Land                |
| ------- | --------------------------------------------------------------- | ------------------- |
| Goud    | Valerio Aspromonte Giorgio Avola Andrea Baldini Andrea Cassara  | Italië              |
| Zilver  | Brice Guyart Erwan le Pechoux Marcel Marcilloux Victor Sintes   | Frankrijk           |
| Brons   | Aleksej Tsjeremisinov Renal Ganeev Dmitri Rigine Artem Sedov    | Rusland             |
| 4.      | Sebastian Bachmann Dominic Behr Peter Joppich Andre Wessels     | Duitsland           |
| 5.      | Laurence Halsted Edward Jefferies Jamie Kenber Richard Kruse    | Verenigd Koninkrijk |
| 6.      | Moritz Hinterseer Tobias Hinterseer Rene Pranz Roland Schlosser | Oostenrijk          |
| 7.      | Tomasz Cieply Pawl Kawiecki Michal Majewski Leszek Rajski       | Polen               |
| 8.      | Oren Bassal Maor Hatoel Yaaqov Or Htuel Tomer Or                | Israël              |

Vrouwen
| Positie | Naam                                                                    | Land                |
| ------- | ----------------------------------------------------------------------- | ------------------- |
| Goud    | Elisa Di Francisca Arianna Errigo Ilaria Salvatori Valentina Vezzali    | Italië              |
| Zilver  | Inna Deriglazova Larisa Korobejnikova Jevgenia Lamonova Aida Sjanajeva  | Rusland             |
| Brons   | Sandra Bingenheime Carolin Golubytskyl Anja Schache Katja Wächter       | Duitsland           |
| 4.      | Edina Knapek Fanny Kreiss Aida Mohamed Gabriella Varga                  | Hongarije           |
| 5.      | Gaelle Gebet Astrid Guyart Corinne Maitrejean Virginie Ujlaky           | Frankrijk           |
| 6.      | Sylwia Gruchala Magdalena Knop Anna Rybicka Martyna Synoradzka          | Polen               |
| 7.      | Kateryna Chentsova Olena Khismatulina Olga Leleyko Anastasiya Moskovska | Oekraïne            |
| 8.      | Claire Bennett Anna Bentley Martina Emanuel Natalia Sheppard            | Verenigd Koninkrijk |

## Degen

### Individueel
Mannen
| Positie | Naam                | Land        |
| ------- | ------------------- | ----------- |
| Goud    | Jörg Fiedler        | Duitsland   |
| Zilver  | Bas Verwijlen       | Nederland   |
| Brons   | Max Heinzer         | Zwitserland |
| Brons   | Tomasz Motyka       | Polen       |
| 5.      | Radoslaw Zawrotniak | Polen       |
| 6.      | Matteo Tagliariol   | Italië      |
| 7.      | Arwin Kardolus      | Nederland   |
| 8.      | Peter Somfai        | Hongarije   |

Vrouwen
| Positie | Naam                  | Land        |
| ------- | --------------------- | ----------- |
| Goud    | Tiffany Geoudet       | Zwitserland |
| Zilver  | Britta Heidemann      | Duitsland   |
| Brons   | Ana Branza            | Roemenië    |
| Brons   | Nathalie Moellhausen  | Italië      |
| 5.      | Malgorzata Stroka     | Polen       |
| 6.      | Bianca del Carretto   | Italië      |
| 7.      | Laura Flessel-Colovic | Frankrijk   |
| 8.      | Rossella Fiamingo     | Italië      |

### Team
Mannen
| Positie | Naam                                                               | Land        |
| ------- | ------------------------------------------------------------------ | ----------- |
| Goud    | Yannick Borel Gauthier Grumier Ronan Gustin Jean-Michel Lucenay    | Frankrijk   |
| Zilver  | Gábor Boczkó Géza Imre András Rédli Péter Sómfai                   | Hongarije   |
| Brons   | Anton Avdejev Sergej Chodos Pavel Soechov Alexey Tikhomirov        | Rusland     |
| 4.      | Anatolly Herey Dmitriy Karuchenko Vitalij Medvedev Bogdan Nikishin | Oekraïne    |
| 5.      | Jörg Fiedler Stephan Rein Sven Schmid Martin Schmitt               | Duitsland   |
| 6.      | Max Heinzer Fabian Kauter Florian Staub Benjamin Steffen           | Zwitserland |
| 7.      | Luca Ferraris Enrico Garozzo Alfredo Rota Matthew Trager           | Italië      |
| 8.      | Nikolai Novosjoloc Sten Priinits Juri Salm                         | Estland     |

Vrouwen
nog niet bekend

## Sabel

### Individueel
Mannen
| Positie | Naam                 | Land        |
| ------- | -------------------- | ----------- |
| Goud    | Aleksej Jakimenko    | Rusland     |
| Zilver  | Bolade Apithy        | Frankrijk   |
| Brons   | Max Hartung          | Duitsland   |
| Brons   | Áron Szilágyi        | Hongarije   |
| 5.      | Nicolas Limbach      | Duitsland   |
| 6.      | Aldo Montano         | Italië      |
| 7.      | Aliaksandr Buikevich | Wit-Rusland |
| 8.      | Gelu Florin Zalomir  | Roemenië    |

Vrouwen
| Positie | Naam                | Land        |
| ------- | ------------------- | ----------- |
| Goud    | Olga Charlan        | Oekraïne    |
| Zilver  | Aleksandra Socha    | Polen       |
| Brons   | Joelia Gavrilova    | Rusland     |
| Brons   | Halvna Poendyk      | Oekraïne    |
| 5.      | Réka Benkő          | Hongarije   |
| 6.      | Gioia Marzocca      | Italië      |
| 7.      | Vassiliki Vougiouka | Griekenland |
| 8.      | Leonore Perrus      | Frankrijk   |

### Team
Mannen
nog niet bekend
Vrouwen
| Positie | Naam                                                                    | Land         |
| ------- | ----------------------------------------------------------------------- | ------------ |
| Goud    | Ilario Bianco Paola Guarneri Gioia Marzocca Irene Vecchi                | Italië       |
| Zilver  | Olga Charlan Olena Chomrova Halvna Poendyk Olga Zjovnir                 | Oekraïne     |
| Brons   | Jekaterina Djatsjenko Dina Galiakbarova Joelia Gavrilova Sofja Velikaja | Rusland      |
| 4.      | Cecillia Berder Leonore Perrus Marion Stoltz Carole Vergne              | Frankrijk    |
| 5.      | Bogna Jozwiak Katarzyna Kedziora Aleksandra Socha Irena Wieckowska      | Polen        |
| 6.      | Alexandra Bujdoso Stefanie Kubissa Anna Limbach Anja Musch              | Duitsland    |
| 7.      | Sandra Marcos Lucia Martin-Portugues Araceli Navarro Laia Vila          | Spanje       |
| 8.      | Aida Alasgarova Sevil Bunyatova Sevinj Bunyatova Sabina Mikina          | Azerbeidzjan |

## Medaillespiegel
| Plaats | Land        | Goud | Zilver | Brons | Totaal |
| 1      | Italië      | 5    | 2      | 2     | 9      |
| 2      | Frankrijk   | 1    | 2      | 0     | 3      |
| 3      | Rusland     | 1    | 1      | 6     | 8      |
| 4      | Duitsland   | 1    | 1      | 2     | 4      |
| 5      | Oekraïne    | 1    | 1      | 1     | 3      |
| 6      | Zwitserland | 1    | 0      | 1     | 2      |
| 7      | Hongarije   | 0    | 1      | 2     | 3      |
| 8      | Polen       | 0    | 1      | 1     | 2      |
| 9      | Nederland   | 0    | 1      | 0     | 1      |
| 10     | Roemenië    | 0    | 0      | 1     | 1      |